# The New Saints F.C.
The New Saints of Oswestry Town & Llansantffraid Football Club (wym. [ðə ˈnjuː ˈseɪ̯nts]; wal. Clwb Pêl-droed y Seintiau Newydd) – walijski klub piłkarski reprezentujący miejscowości Llansantffraid-ym-Mechain i Oswestry (w Anglii) grający w Cymru Premier.

## Historia
Klub założony został w roku 1959 jako Llansantffraid Football Club. W 1996 roku klub przyjął nazwę Total Network Solutions Llansantffraid F.C. pochodzącą od swego nowego sponsora (firmy komputerowej). Od 1997 roku klub zwał się Total Network Solutions F.C. W 2003 doszło do fuzji z klubem Oswestry Town F.C. założonym w 1860 jako Oswestry United. Na początku 2006 roku dotychczasowy sponsor klubu został przejęty przez British Telecom, w związku z czym postanowiono zmienić nazwę klubu. By zachować skrót TNS klub nazywał się odtąd The New Saints F.C..
30 grudnia 2016 The New Saints ustanowili rekord świata w liczbie zwycięstw z rzędu na najwyższym poziomie rozgrywkowym. Tego dnia pokonali Cefn Druids 2:0 i zanotowali 27. wygraną, bijąc osiągnięcie Ajaksu z Johanem Cruyffem w drużynie z 1972 roku.

## Osiągnięcia
- Mistrz Walii (17): 1999/2000, 2004/05, 2005/06, 2006/07, 2009/10, 2011/12, 2012/13, 2013/14, 2014/15, 2015/16, 2016/17, 2017/18, 2018/19, 2021/22, 2022/23, 2023/24, 2024/25
- Wicemistrz Walii (7): 2001/02, 2002/03, 2003/04, 2007/08, 2010/11, 2019/20, 2020/21
- Puchar Walii (9): 1995/96, 2004/05, 2011/12, 2013/14, 2014/15, 2015/16, 2018/19, 2021/22, 2022/23
- Finał Pucharu Walii (3): 2000/01, 2003/04, 2016/17
- Puchar Ligi (8): 1994/95, 2005/06, 2008/09, 2009/10, 2010/11, 2014/15, 2015/16, 2016/17

## Skład
Stan na 1 lipca 2015.
| Nr | Poz. | Piłkarz             |
| -- | ---- | ------------------- |
| 1  | BR   | Paul Harrison       |
| 2  | OB   | Simon Spender       |
| 3  | OB   | Chris Marriott      |
| 4  | OB   | Phil Baker          |
| 5  | OB   | Steve Evans         |
| 6  | OB   | Kai Edwards         |
| 7  | PO   | Christian Seargeant |
| 8  | PO   | Sam Finley          |
| 9  | NA   | Greg Draper         |
| 10 | NA   | Matthew Williams    |
| 11 | PO   | Ryan Fraughan       |
| 14 | PO   | Jamie Mullan        |
| 16 | OB   | Connell Rawlinson   |

| Nr | Poz. | Piłkarz           |
| -- | ---- | ----------------- |
| 17 | PO   | Ryan Edwards      |
| 18 | NA   | Michael Wilde     |
| 19 | NA   | Jamie Reed        |
| 20 | NA   | Alex Darlington   |
| 21 | NA   | Adrian Cieślewicz |
| 22 | NA   | Scott Quigley     |
| 23 | PO   | Aeron Edwards     |
| 24 | PO   | Ryan Kershaw      |
| 25 | BR   | Chris Mullock     |
| 26 | OB   | Ryan Pryce        |
| 27 | OB   | James Jones       |
| 29 | PO   | Fisnik Hajdari    |